# Ben Saunders (zanger)
Ben Saunders (Londen, 9 juli 1983) is een Nederlands zanger. Hij verkreeg nationale bekendheid door zijn deelname aan het televisieprogramma The voice of Holland dat hij op 21 januari 2011 won.

## Carrière

### Het begin van zijn carrière
Eind jaren negentig deden Saunders en zijn broer Dean mee aan verschillende talentenjachten onder de naam Daddy's Wish. Op 25 november 1998 waren ze als zodanig het onderwerp in een reportage van het jongerenprogramma Life is like a box of chocolates van de KRO. Saunders en zijn broer waren op dat moment respectievelijk 15 en 17 jaar oud. Twee jaar later namen de broers deel aan het RTL 4-programma Alles voor de band: Follow that dream. Hieruit werd de popgroep Follow That Dream gevormd, waar zij beiden deel van uitmaakten. In november 2000 haalde de groep de 25ste plaats in de Top 40 met het nummer Follow that dream. Een half jaar later, tijdens de hype van het veel populairdere Starmaker, besloot de groep uit elkaar te gaan.

### Nationaal Songfestival 2003
Op 15 februari 2003 nam Saunders met zijn broer Dean Saunders deel aan het Nationaal Songfestival. Ze traden in de derde voorronde op onder de naam "Brothers" met het nummer Stand as one. Het leverde de broers niet de gewenste doorbraak op, want met slechts 10 punten van de vakjury eindigden ze als zevende van de acht deelnemers. Van de televoters kreeg het duo 3% van de stemmen: het minste van die avond. Het voornaamste kritiekpunt van de vakjury was dat de stoere kleding van de jongens niet bij het gevoelige liedje paste. Hoewel het totaaloordeel van de jury negatief uitviel, merkte jurylid Stanley Burleson wel op dat ze goed konden zingen.

### The voice of Holland 2010-2011; verdere levensloop
Tijdens de eerste ronde van talentenjacht The voice of Holland zong Saunders het nummer Use Somebody (oorspronkelijk van Kings of Leon), waarmee hij direct alle vijf juryleden overtuigde. Later zong hij Drops of Jupiter (Tell Me) (oorspronkelijk van Train). In de eerste liveshow zong Saunders het nummer I'm in love with a girl van Gavin DeGraw en bereikte hiermee de 19de positie in de Single Top 100. In de derde liveshow zong Saunders If you don't know me by now (origineel van Harold Melvin and the Blue Notes). In de vijfde liveshow zong hij When a man loves a woman (origineel van Percy Sledge). De eerste van deze singles stond in week 48 van 2010 op nummer 1 in de Single Top 100. Twee weken later stond When a man loves a woman al op nummer 1. De week ertussen stond Adele een week bovenaan. Nooit eerder scoorde een Nederlandse artiest in zo'n korte tijd 3 nummer 1-hits. Saunders is ook te zien in de bioscoopfilm Zombibi (2012).
In 2014 deed hij mee met het zesde seizoen van de De beste zangers van Nederland. In 2014 werd Saunders lid van de inmiddels in Nederland verboden motorclub Satudarah; sindsdien vonden bijeenkomsten van de lokale afdeling (chapter) soms in zijn tattooshop plaats. In mei 2015 werd Saunders gearresteerd wegens het mishandelen van een verkeersregelaar in Hoorn. Hiervoor werd hij op 25 februari 2016 veroordeeld tot het betalen van een schadevergoeding en 180 uur taakstraf.
Op 29 maart 2018 speelde Saunders als Barabbas in The Passion in Amsterdam-Zuidoost. In 2023 deed Saunders mee als secret singer aan het televisieprogramma Secret Duets. In datzelfde jaar deed hij samen met Samya Hafsaoui mee aan het televisieprogramma That's My Jam.

## Privéleven
Saunders werd geboren als tweede zoon van Engelse ouders. Hij heeft een oudere broer, Dean (winnaar  van Popstars 3), en een jongere broer. Saunders is officieel een geboren Engelsman en verhuisde op zijn tweede naar Nederland, naar de stad Hoorn (Noord-Holland). Zijn vader deed in 2013 auditie voor The Next Pop Talent, maar kwam niet door de auditie heen.

## Nominaties
- 2011, Edisons: Beste nieuwkomer, beste album You thought you knew me by now, beste single, Kill for a Broken Heart.

## Prijzen
- 2011, winnaar van The voice of Holland.
- 2011, 3 TMF Awards: Beste Live Act, Beste Man en de TMF Borsato Award.
- 2011, Dutch MTV Awards: Best Dutch Act.
- 2011, Sky Radio: Beste nieuwkomer.
- 2011, 100% NL Award: Nieuwkomer van het jaar.

## Discografie

### Albums
| Album met eventuele hitnotering(en) in de Nederlandse Album Top 100 | Datum van verschijnen | Datum van binnenkomst | Hoogste positie | Aantal weken | Opmerkingen |
| ------------------------------------------------------------------- | --------------------- | --------------------- | --------------- | ------------ | ----------- |
| You thought you knew me by now                                      | 22-04-2011            | 30-04-2011            | 1(1wk)          | 25           | Platina     |
| Heart & soul                                                        | 07-09-2012            | 15-09-2012            | 7               | 6            |             |

### Singles
| Single met eventuele hitnotering(en) in de Nederlandse Top 40 | Datum van verschijnen | Datum van binnenkomst | Hoogste positie | Aantal weken | Opmerkingen                                   |
| ------------------------------------------------------------- | --------------------- | --------------------- | --------------- | ------------ | --------------------------------------------- |
| I'm in love with a girl                                       | 12-11-2010            | -                     |                 |              | Nr. 19 in de Single Top 100                   |
| If you don't know me by now                                   | 26-11-2010            | 04-12-2010            | 11              | 6            | Nr. 1 in de Single Top 100                    |
| When a man loves a woman                                      | 10-12-2010            | 18-12-2010            | tip3            | -            | Nr. 1 in de Single Top 100                    |
| Dancing in the street                                         | 10-12-2010            | -                     |                 |              | met Alain Clark / Nr. 28 in de Single Top 100 |
| I heard it through the grapevine                              | 07-01-2011            | -                     |                 |              | Nr. 6 in de Single Top 100                    |
| Kill for a broken heart                                       | 14-01-2011            | 29-01-2011            | 4               | 9            | Nr. 1 in de Single Top 100                    |
| Dry your eyes                                                 | 2011                  | 14-05-2011            | 17              | 7            | Nr. 8 in de Single Top 100                    |
| All over                                                      | 2011                  | 23-07-2011            | tip3            | -            | Nr. 72 in de Single Top 100                   |
| Heart strings (This is love)                                  | 2011                  | 29-10-2011            | tip18           | -            | Nr. 30 in de Single Top 100                   |
| Heart strings - International version                         | 2012                  | -                     |                 |              | Nr. 97 in de Single Top 100                   |
| No cure                                                       | 2012                  | 13-10-2012            | 33              | 3            | Nr. 9 in de Single Top 100                    |
| Free                                                          | 2013                  | 02-03-2013            | tip13           | -            | met Baggi Begovic                             |
| Focus on love                                                 | 2014                  | -                     |                 |              | Nr. 92 in de Single Top 100                   |

### NPO Radio 2 Top 2000
Van Ben Saunders stond alleen Kill for a broken heart in 2011 in de NPO Radio 2 Top 2000, op plek 1924.